# Ropáci
Ropáci je český krátký film režiséra Jana Svěráka z roku 1988. Film byl na 16. Výročním udílení cen studentských filmů v červnu 1989 oceněn Studentským Oscarem Americké filmové akademie.

## Obsah
Film je fiktivním dokumentem o objevu a výzkumu zvláštního fiktivního druhu zvířete ropáka bahnomilného, který žije v severních Čechách, živí se uhlím a nade vše miluje výfukové zplodiny. Ropák je menší tvor žijící ve velmi znečištěném prostředí. Tento tvor je velice podobný lachtanovi, avšak má zavalitější a kratší tělo.

## Výroba
- Námět: Jan Svěrák
- Scénář: Jan Svěrák
- Hudba: Vendula Kašpárková
- Zvuk: Zbyněk Mikulík
- Kamera: Ladislav Štěpán
- Režie: Jan Svěrák
- Hrají: Emil Nedbal, Lubomír Beneš, Ivo Kašpar, Jan Rokyta, Jiří Němec
- Další údaje: barevný, 20 min., pseudodokument
- Výroba: ČSSR, Krátký film – Studio Jiřího Trnky, 1988
- Autorka ropáka: Barbara Šalamounová

## Vliv filmu
Námět filmu posloužil jako předloha k anticeně Ropák roku, udělované ekologickým občanským sdružením Děti Země. Výběh věnovaný ropákům bylo možno spatřit v chomutovské ZOO. Pro spory o autorství modelů byl však zrušen.